# Pastvinská vrchovina
Pastvinská vrchovina je geomorfologický okrsek Orlických hor, nacházející se u hranic mezi Českou republikou a Polskem v okresu Ústí nad Orlicí.

## Geomorfologie
Pastvinská vrchovina leží jižně od Zemské brány. Na západě ji od Podorlické pahorkatiny odděluje tok Divoké Orlice, na jihu je jejím posledním vrcholem Faltusův kopec (638 m). Východní hranice s Bukovohorskou hornatinou sleduje tok Tiché Orlice a mezi obcemi Těchonín a Sobkovice pak silnici II/311. Na severovýchodě vrchovina v prostoru vsi Kamieńczyk zasahuje do Polska a navazuje na Bystřické hory a Kladskou kotlinu. Vrchovina má tvar jednoho hlavního severojižního hřebenu s výraznou východně směřující rozsochou navazující v prostoru nejvyššího vrcholu vrchoviny - Adamu (766 m). Rozsocha bývá některými prameny zařazována již do Bystřických hor.
| Geomorfologické členění Orlických hor                                                | Geomorfologické členění Orlických hor | Geomorfologické členění Orlických hor |
| ------------------------------------------------------------------------------------ | ------------------------------------- | --- |
| ČESKÁ VYSOČINA • Krkonošsko-jesenická subprovincie • Orlická oblast                  |                                       | |
| DEŠTENSKÁ HORNATINA                                                                  | Orlický hřbet                         | Olešnický hřbet (bezejmenný, 835 m) Vrchmezský hřbet (Vrchmezí, 1084 m) Deštenský hřbet (Velká Deštná, 1116 m) Kunštátský hřbet (Tetřevec, 1044 m) Anenský hřbet (Anenský vrch, 997 m) |
| DEŠTENSKÁ HORNATINA                                                                  | Orlické rozsochy                      | Zdobnické rozsochy (Karlův vrch, 956 m) Říčské rozsochy (bezejmenný, 910 m) |
| DEŠTENSKÁ HORNATINA                                                                  | Orlickozáhorská brázda                | nečlení se (bezejmenný, 790 m) |
| MLADKOVSKÁ VRCHOVINA                                                                 | Bartošovická vrchovina                | nečlení se (bezejmenný, 704 m) |
| MLADKOVSKÁ VRCHOVINA                                                                 | Pastvinská vrchovina                  | nečlení se (Adam, 766 m) |
| BUKOVOHORSKÁ HORNATINA                                                               | Orličský hřbet                        | Suchovršský hřbet (Suchý vrch, 995 m) Bukovohorský hřbet (Buková hora, 958 m) |
| BUKOVOHORSKÁ HORNATINA                                                               | Výprachtická vrchovina                | nečlení se (Špičák, 799 m) |
| PROVINCIE • Subprovincie • Oblast / Celek / PODCELEK • Okrsek • Podokrsek • (vrchol) |                                       | |

## Významné vrcholy
- Adam (766 m) - nejvyšší vrchol vrchoviny
- Studený (Orlické hory) (722 m)
- Přední hraniční vrch (721 m) - východní rozsocha
- Zadní hraniční vrch (713 m) - východní rozsocha
- Bučina (677 m)
- Faltusův kopec (638 m)

## Vodstvo
Východní rozsocha Pastvinské vrchoviny tvoří hlavní evropské rozvodí Severního a Baltského moře. Její severní svah odvodňují levé přítoky Kladské Nisy. Zbytek Pastvinské vrchoviny spadá do povodí Tiché a Divoké Orlice. Tichá odvodňuje východní svahy a část ležící východně od jejího toku. Na Divoké Orlici, která odvodňuje západní stranu, se nachází vodní nádrž Pastviny.

## Vegetace
Rozsáhlejší lesní porosty se nacházejí v okolí vrcholů Adam a Studený a v prostoru přilehlém k Zemské bráně. Jinde se nevelké lesy střídají s polemi a loukami.

## Komunikace
Nejdůležitější komunikací procházející přes vrchovinu je silnice II/312 ze Žamberku do Králík, kterou v Mladkově křižuje silnice II/311 přicházející z Jablonného nad Orlicí a překračující východní rozsochu směrem na hlavní část Orlických hor. Údolím Tiché Orlice prochází železniční trať Ústí nad Orlicí – Międzylesie. Zvláštním případem je pevnostní silnice spojující obec Pastviny s dělostřeleckou tvrzí Adam.

## Stavby

### Trvalé osídlení
Přímo na hlavním hřebenu se nacházejí vsi České Petrovice, Vlčkovice, Sobkovice a Studené.

### Turistické chaty
Jedinou významnou turistickou chatou je Kašparova chata severovýchodně od vrcholu Adamu nedaleko silnice Mladkov - České Petrovice.

### Československé opevnění
Větší část hlavního hřebenu pokrývá množství objektů opevnění budovaného před druhou světovou válkou proti Německu. Nejdůležitějším z nich je dělostřelecká tvrz Adam nacházející se na povrchu a v útrobách nejvyššího vrcholu vrchoviny. Tvrz je veřejnosti nepřístupná.

## Turistické trasy
Po celé délce hřebenu vede červená turistická značka, kterou z části kopíruje Jiráskova cesta. Z ní odbočuje několik tras sestupujících do bočních údolí.

## Lyžařská centra
V prostoru Patvinské vrchoviny se nacházejí dvě významnější lyžařská střediska. Obě jsou na svazích nejvyššího vrcholu Adamu. Na jeho severním svahu je to areál v Českých Petrovicích, na jihovýchodním svahu v Mladkově - Petrovičkách.